# Flor Riberinha

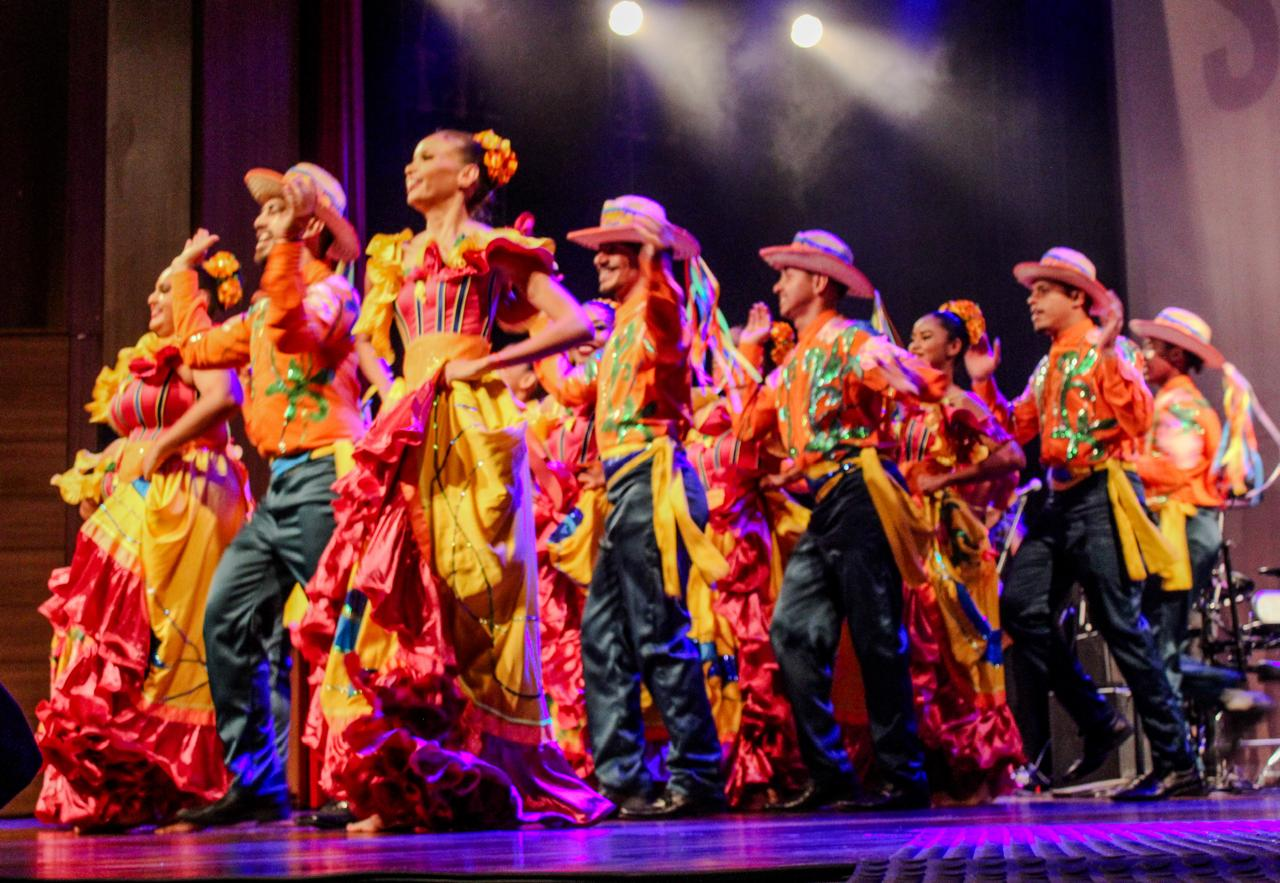
Grupo Flor Ribeirinha em apresentação no Cine Teatro de Cuiabá

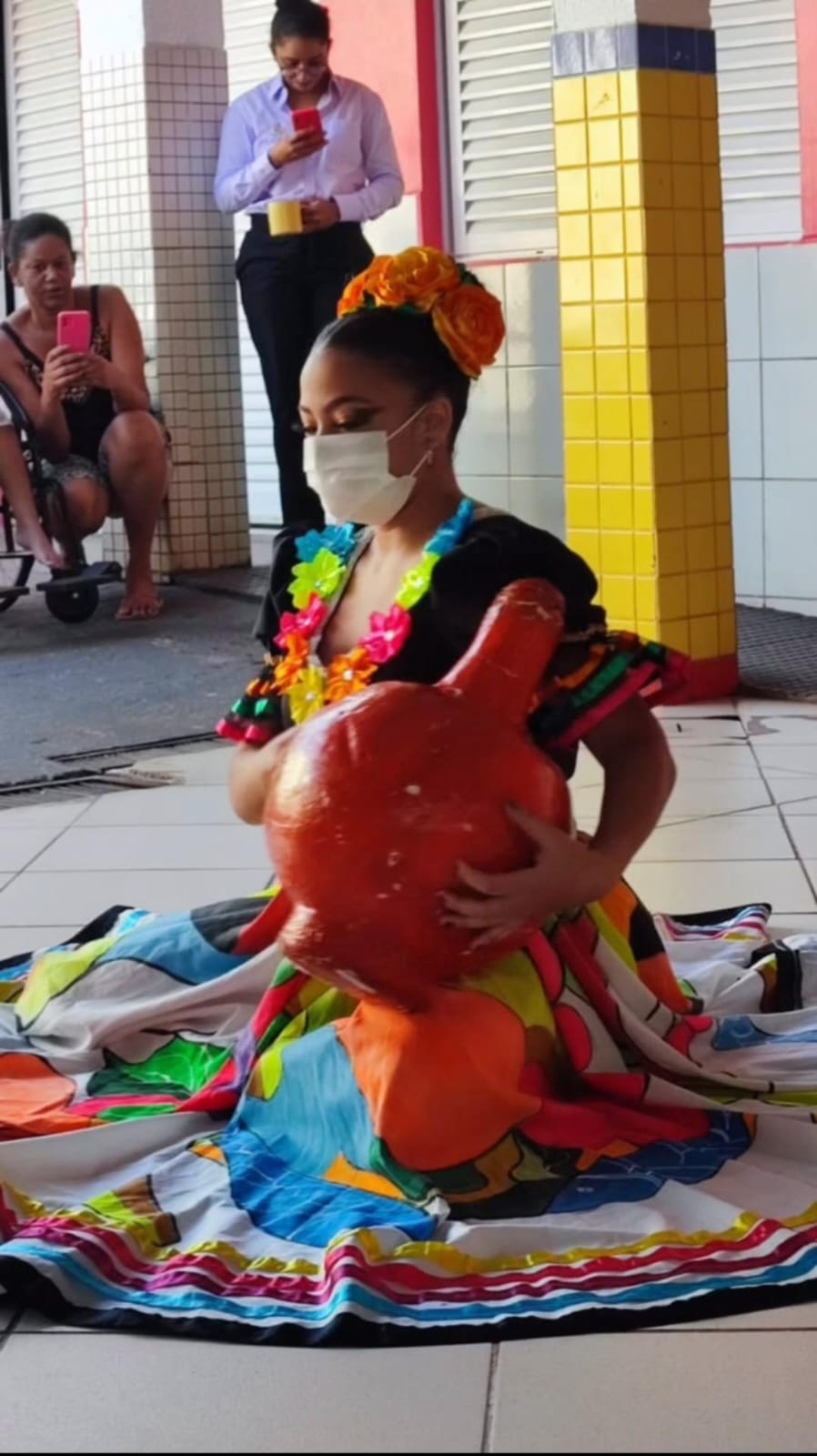
Dançarina do Flor Ribeirinha em apresentação na Associação de Amigos da Criança com Câncer em Cuiabá

O Flor Ribeirinha é um grupo de Siriri pertencente à Comunidade São Gonçalo Beira Rio, localizada no distrito do Coxipó da Ponte, na margem do Rio Cuiabá, no estado de Mato Grosso. A comunidade, fundada no século XVIII em território dos indígenas Coxiponés, carrega muitos traços dessa ancestralidade em suas práticas cotidianas, como a pesca, a canoa de cocho e o artesanato em cerâmica. Foi um dos primeiros povoados da região, fundado nas primeiras expedições paulistas com a missão de capturar indígenas. Posteriormente, sua localização possibilitou a construção do porto que permitia a comunicação entre as minas e a Capitania. Por isso, nesse período foi construída uma capela dedicada a São Gonçalo. A maior parte de seus moradores possui algum grau de parentesco, totalizando aproximadamente 70 famílias. As formas de sociabilidade da comunidade ocorrem através de costumes antigos, como a pesca, a fabricação da cerâmica e da viola de cocho e da dança. As tradições, como o Siriri e o Cururu, foram preservadas ao longo do tempo através da oralidade.
O Siriri é uma dança folclórica, típica do estado de Mato Grosso, especialmente na região conhecida como Baixada Cuiabana, que agrega a capital Cuiabá e as cidades do seu entorno. Sua origem é incerta, mas acredita-se que seja resultado da mistura cultural ocorrida ao longo do processo de colonização do estado. Seu ritmo é marcado por elementos africanos, indígenas e europeus. Os instrumentos que acompanham as canções, as quais tradicionalmente versam sobre o cotidiano ribeirinho e a devoção religiosa, são a viola de cocho, o ganzá e mocho. A princípio, a dança era pouco prestigiada e entendida como manifestação exclusiva da população subalternizada. Estava restrita, portanto, as festas de santo das comunidades e aos quintais das casas dos brincantes. Essa realidade mudaria no contexto de maior valorização cultural em Cuiabá.

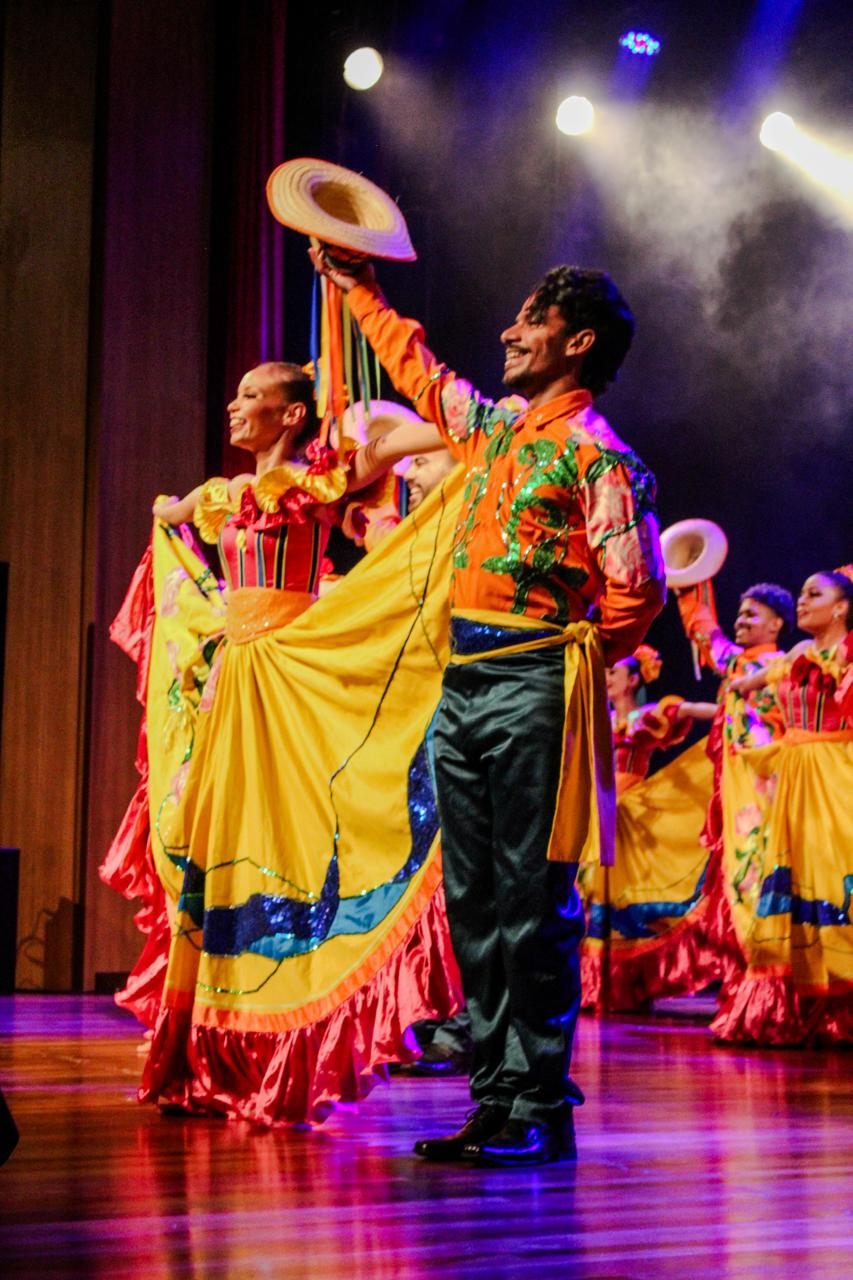
Dançarinos do Flor Ribeirinha

Em 1960, a comunidade foi incorporada à área urbana de Cuiabá, quando houve a alteração do nome de “São Gonçalo Velho” para Bairro São Gonçalo Beira Rio. No final dos anos 1980 e ao longo dos anos 1990, há uma maior preocupação por parte do poder público e da elite cuiabana com a identidade cultural. Exemplo disso, é o tombamento municipal, em dezembro de 1992. Nesse contexto, a produção da cerâmica artesanal e a Festa de São Gonçalo realizada pela comunidade ganham notoriedade. É  também nessa conjuntura, que o grupo Flor Ribeirinha é criado, em 27 de julho de 1995, por Domingas Leonor da Silva, conhecida como Dona Domingas. Ele surge a partir do grupo extinto Nova Esperança, também idealizado por Domingas. Nesse sentido, o Flor Ribeirinha constitui-se como detentor e propagador dos elementos simbólicos da cultura local.
A influência do grupo é grande ao ponto de dona Domingas representar a figura de líder da comunidade. Além disso ela é presidente da Federação dos grupos de Siriri e Cururu e possui grande contato com a mídia a anos. O Flor Ribeirinha atribuiu ao Siriri uma profissionalização da dança enquanto espetáculo.

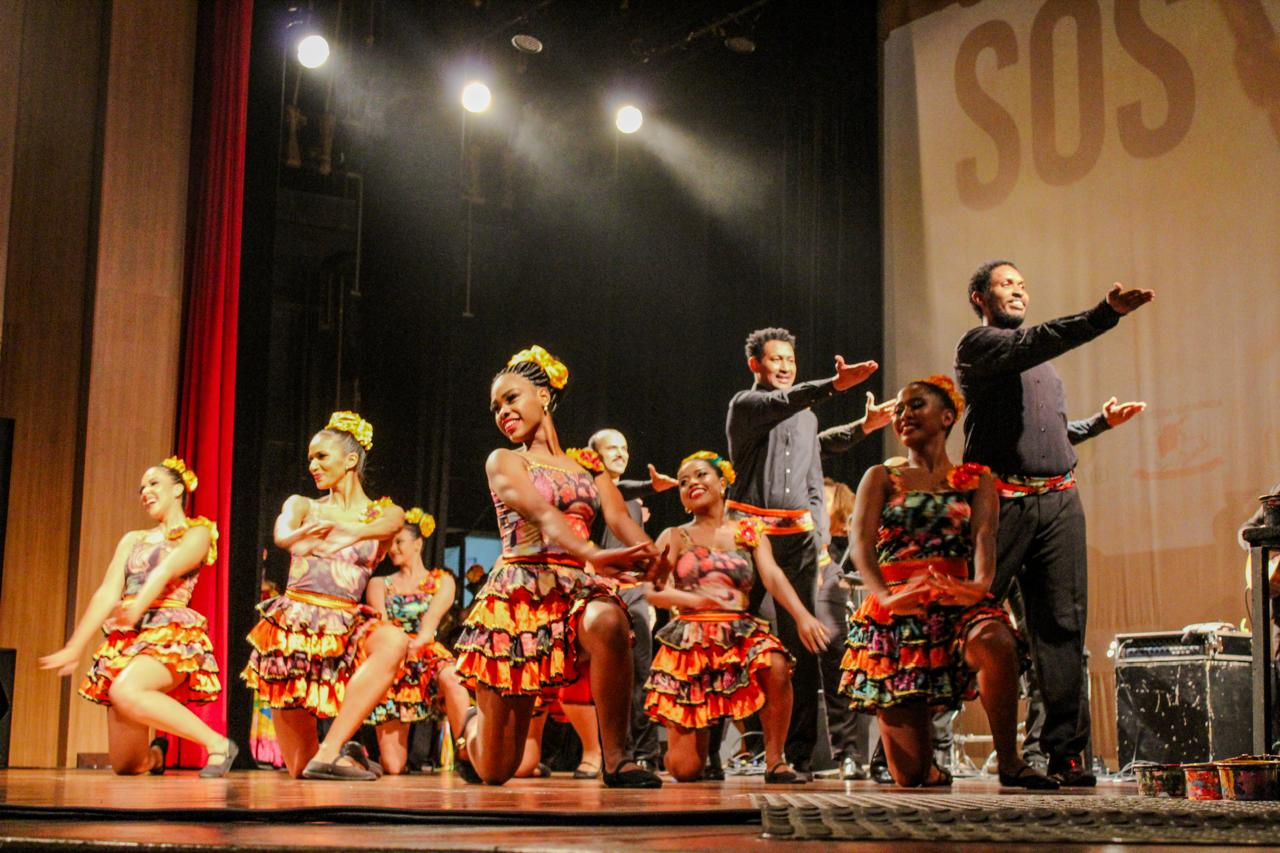
Apresentação do Flor Ribeirinha no Cine Teatro de Cuiabá

A dança tradicional passou por adaptações para as apresentações nos palcos, que envolvem um grande planejamento em torno das coreografias e figurinos, sobretudo, após a criação do Festival Cururu Siriri. O Festival ocorre anualmente, desde de 2002, e reúne grupos de todo o estado que preservam essas duas manifestações culturais. Nesse contexto, o Flor Ribeirinha possuiu e possui forte influência nas tendências de figurino e coreografia seguidas pelos demais grupos.A tradição transformada em espetáculo com aparato de iluminação e som, é movida por uma rotina de produção que envolve planejamento e ensaio ao longo de todo o ano.

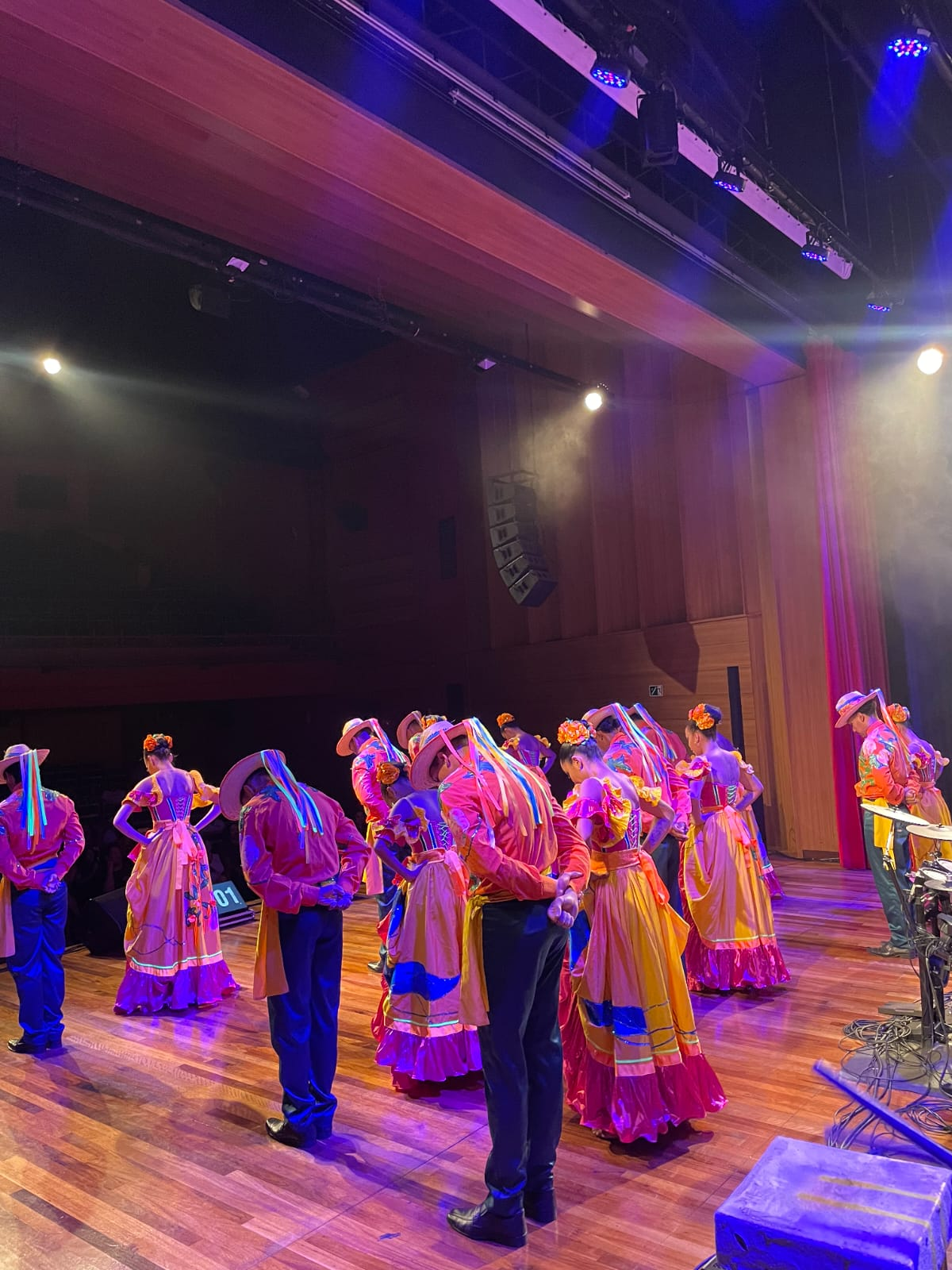
Dançarinos do Flor Ribeirinha em apresentação

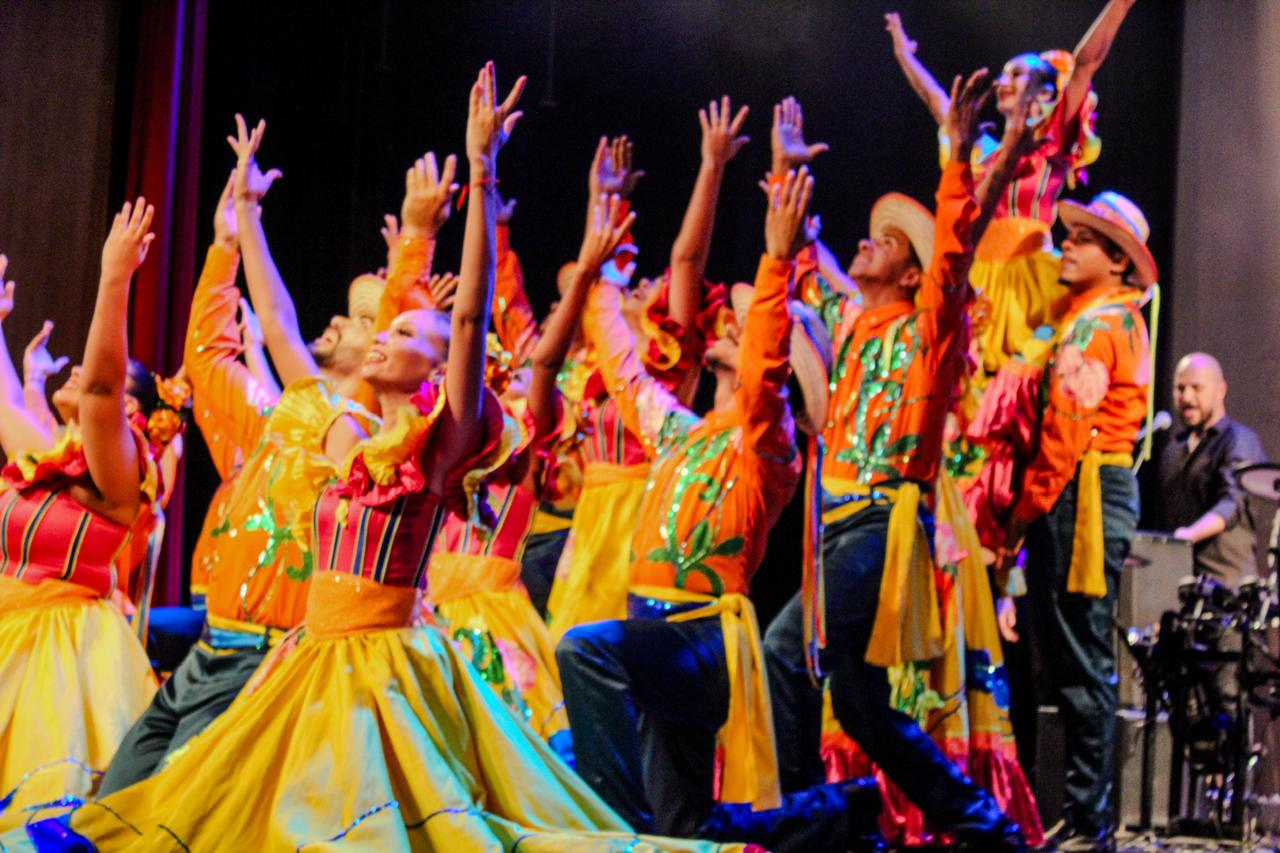
Apresentação do Flor Ribeirinha

O grupo integra a Associação Cultural Flor Ribeirinha que trabalha na manutenção e propagação da cultura popular, especialmente do Siriri e do Cururu. A Associação tem como iniciativa oficinas artísticas, o projeto Semente Ribeirinha com atividades artísticas para crianças e projeto Flor da Idade voltado para adultos. O Flor Ribeirinha alcançou grande visibilidade na mídia, consolidando sua posição de símbolo da cultura mato-grossense, divulgando a cultura regional em suas apresentações no Brasil e no mundo. Já esteve em programas televisivos, como o Esquenta, em 2015.

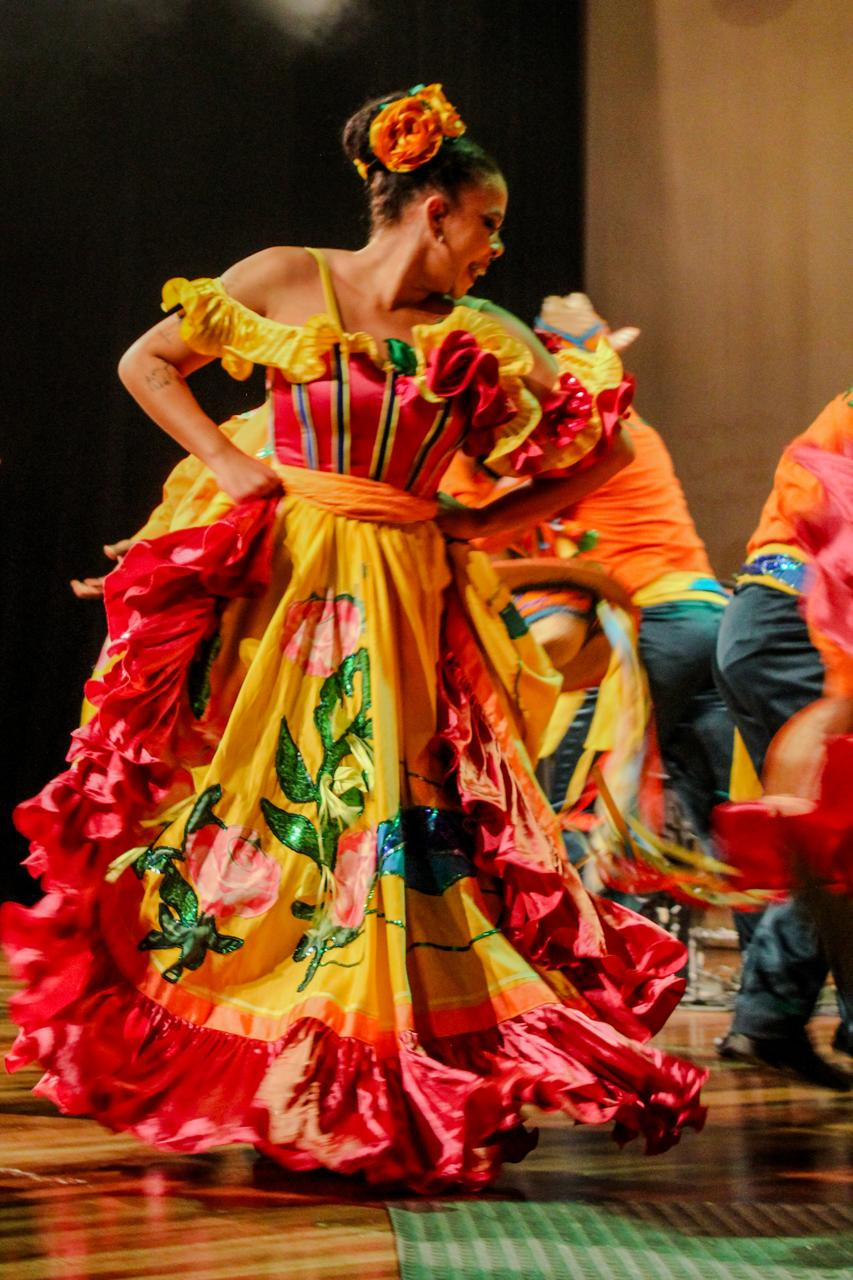
Dançarina do Flor Ribeirinha

Dentre seus espetáculos destacam-se o "Eis Aqui Sempre em Flor MT", o qual retrata as tradições, manifestações culturais e belezas naturais de Mato Grosso. Além do espetáculo "Mato Grosso Dançando o Brasil", que levou aos palcos manifestações tradicionais do país, e o "Espetáculo Nandaia" que tem como premissa interagir com a sociedade por meio da história e vivência da cultura popular.

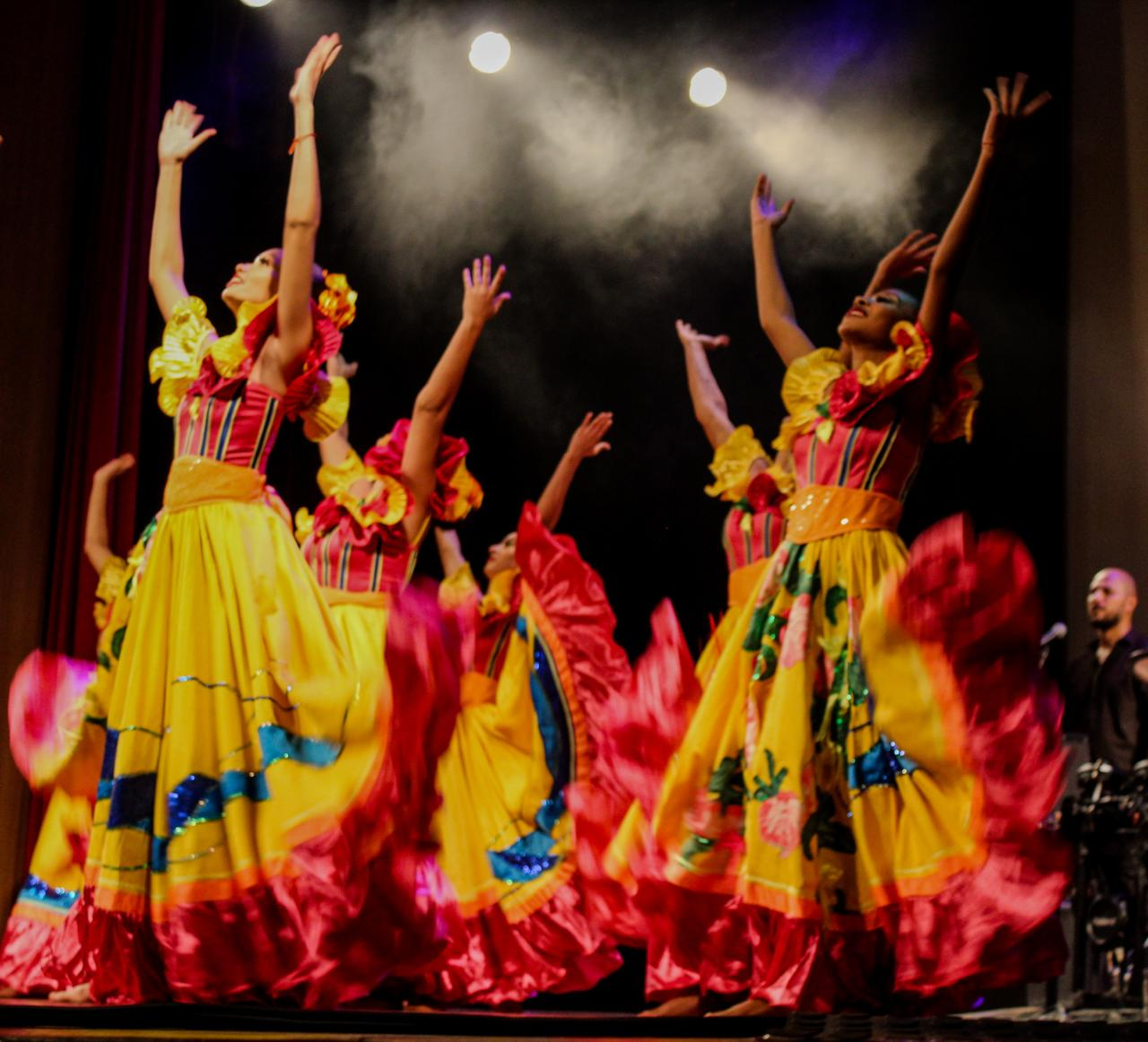
Dançarinas do Flor Ribeirinha

O grupo participa de competições internacionais e já conquistou títulos na Turquia (2017),  na Polônia (2021) e na Bulgária (2022). Em 2023,venceu o "Cheonan World Dance Festival", na Coreia do Sul, considerado o segundo maior evento de dança folclórica do mundo, tornando-se o primeiro grupo brasileiro a ganhar a competição. O grupo se apresentou com espetáculos que ressaltaram a cultura popular brasileira, em especial o Siriri e o Boi Bumbá. Em 2018, o grupo saiu em turnê pela Europa, apresentando o espetáculo "Dançando o Brasil" para mais de 500 mil expectadores. Suas apresentações já passaram pela Itália, França, Peru e Paraguai.